# Teremok de Kroutitsi
Le Teremok de Kroutitsi (en russe : Крутицкий теремок) est un bâtiment à deux niveaux, comprenant une entrée par les Portes saintes surmontées d'un teremok ou petit terem, appelé aussi petit palais de Kroutitsi. Il a été construit en 1693-1694 et fait partie de la résidence de Kroutitsi, à Moscou.
Ce bâtiment reliait la résidence du métropolite grâce à une galerie ou goulbichtché, menant à la cathédrale de la Dormition de Kroutitsi. L'architecte du projet est Larion Kovaliov ;Ossip Startsev (en) et son fils Ivan ont terminé quant à eux la façade par sa décoration en majolique,,. Depuis 2001, le bâtiment est sous administration de la section du synode pour les affaires de la jeunesse.

## Histoire

### Construction
La plupart des critiques d'art considèrent que les Portes saintes, entrée d'honneur de la résidence, surmontées du teremok de Kroutitsi ont été construites à la fin du XVIIe siècle,. Cette hypothèse se base sur les actes administratifs qui ont été conservés et qui concernent les rapports entre d'une part le procureur de l'éparchie de Kroutitsi et son métropolite Sidor Boukhvalovym et d'autre part l'architecte Ossip Startsev qui fit poser de la faïence sur la partie supérieure du bâtiment. Il ressort de ces documents que la construction a commencé au printemps 1693 et s'est terminée à l'automne 1694. Le procureur fait valoir que Startsev et son fils Ivan ont posé 1170 tuiles au lieu des deux mille promises. On suppose que le malentendu est né d'un mauvais calcul des tuiles à poser ou posées, mais on ne connaît pas le mot final de l'histoire. Le compte rendu de réunion note également que l'artisan a préparé quatre fenêtres, trois piliers en pierre sculptée, cinq grands chapiteaux et six petite. La requête n'indique pas le nom du véritable architecte du projet, mais la plupart des historiens citent Larion Kovaliov qui était expert près les tribunaux ,.
Au moment de la construction, Startsev se trouvait à Smolensk et à Kiev et son travail dans la résidence Kroutitsi se limitait donc à la conception et à la préparation des ornements de majolique,,. Il existe aussi une hypothèse suivant laquelle c'est le maître artisan de la décoration de faïence était Stepan Ivanov, surnommé Poloubes,.
Certains chercheurs considèrent qu'en 1694 le Teremok de Kroutitsi a été seulement restauré et que le bâtiment lui-même date du XVe et XVIe siècles. À la base de cette hypothèse on trouve l'examen des particularités de la décoration qui ne sont pas caractéristiques de la fin du XVIIe siècle. On y remarque des peintures murales représentant l'Ancien des jours et l'Iconographie orthodoxe de Jésus-Christ mais aussi des carreaux de céramique, décorés dans un style russe oriental. Il est toutefois possible que cette conclusion soit erronée en raison de l'insuffisance des études sur le développement de la faïence dans le tsarat russe.

### Utilisation
Le Teremok de Kroutitsi faisait partie de la résidence du métropolite et était relié par un passage en murs de briques et colonnades menant à la cathédrale de la Dormition de Kroutitsi , aménagé en 1694, par L. Kovaliov sous la direction d'Ossip Startsev dans le style baroque Narychkine. Il a été construit au-dessus des Portes saintes avec deux entrées d'honneur pour la résidence. Selon la légende, durant les mois d'été le métropolite
accueillait et bénissait le peuple depuis les fenêtres de sa résidence, tout en distribuant des aumônes aux pauvres de Moscou,,.
En 1737, le bâtiment est endommagé lors de l'incendie du jour de la fête de la Trinité. Le recouvrement de toiture en tuile, qui correspondait au style de la maison été remplacé par un recouvrement en fer lors de la restauration. La toiture abrupte porte un crête métallique. Les fresques placées sur les portes ont également souffert de l'incendie et ont été recouvertes partiellement de chaux pour masquer les dégâts,.
En 1788, l'éparchie de Kroutitsi a été supprimée et l'ensemble de la résidence a été transformé en département militaire. La plupart des bâtiments sont reconvertis en casernes et en prisons, tandis que le teremok est resté longtemps inoccupé,. La résidence a encore été endommagé lors de la prise de Moscou par les troupes de Napoléon Bonaparte en 1812. En 1838, l'héritier du trône, le grand-duc Alexandre, futur Alexandre II, exprime le désir de restaurer le complexe historique. Il confie les travaux à l'architecte Dmitri Tchitchagov en 1868,. Grâce à ces travaux le teremok a été remis dans son état initial.
À partir de 1842, la résidence de Kroutitsi est placée sous l'administration de la garnison de la ville de Moscou, puis, en 1904, sous celle du 12e régiment de grenadiers d'Astrakhan.
Après la révolution russe de 1917 une partie des bâtiments de la résidence sont convertis en maisons d'habitation. En 1947—1950 une reconstruction à grande échelle est réalisée sous la direction de l'architecte Piotr Baranovski. Il a réaligné le bâtiment du teremok et a renforcé les passages et les fondations. Ces travaux ont été compliqués par l'utilisation des bâtiments pour l'habitat. Ce n'est qu'en 1966 que l'ensemble architectural a été reconnu comme objet patrimonial culturel de Russie. En 1982, il a été placé sous l'administration du Musée historique d'État de Moscou, ,.

Teremok de Kroutitsi
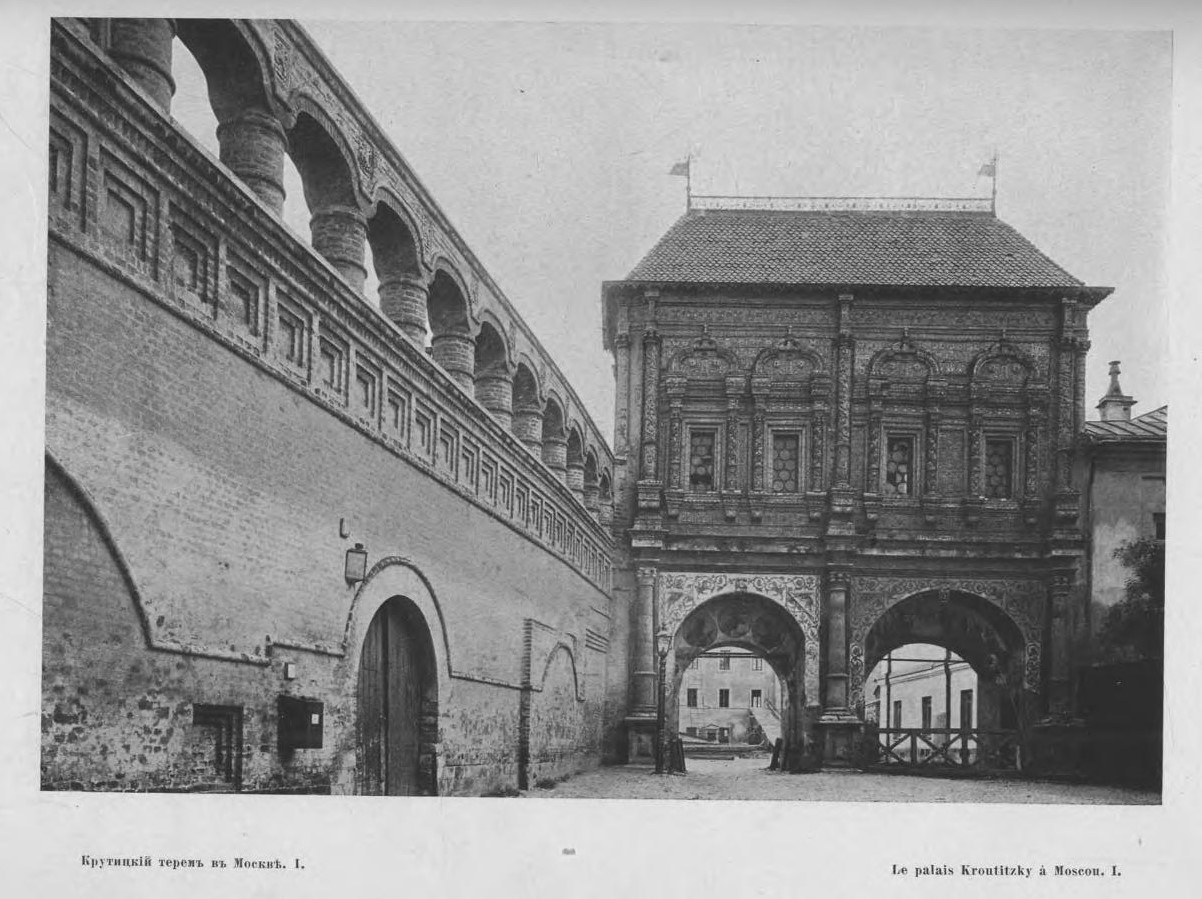
Le teremok en 1909
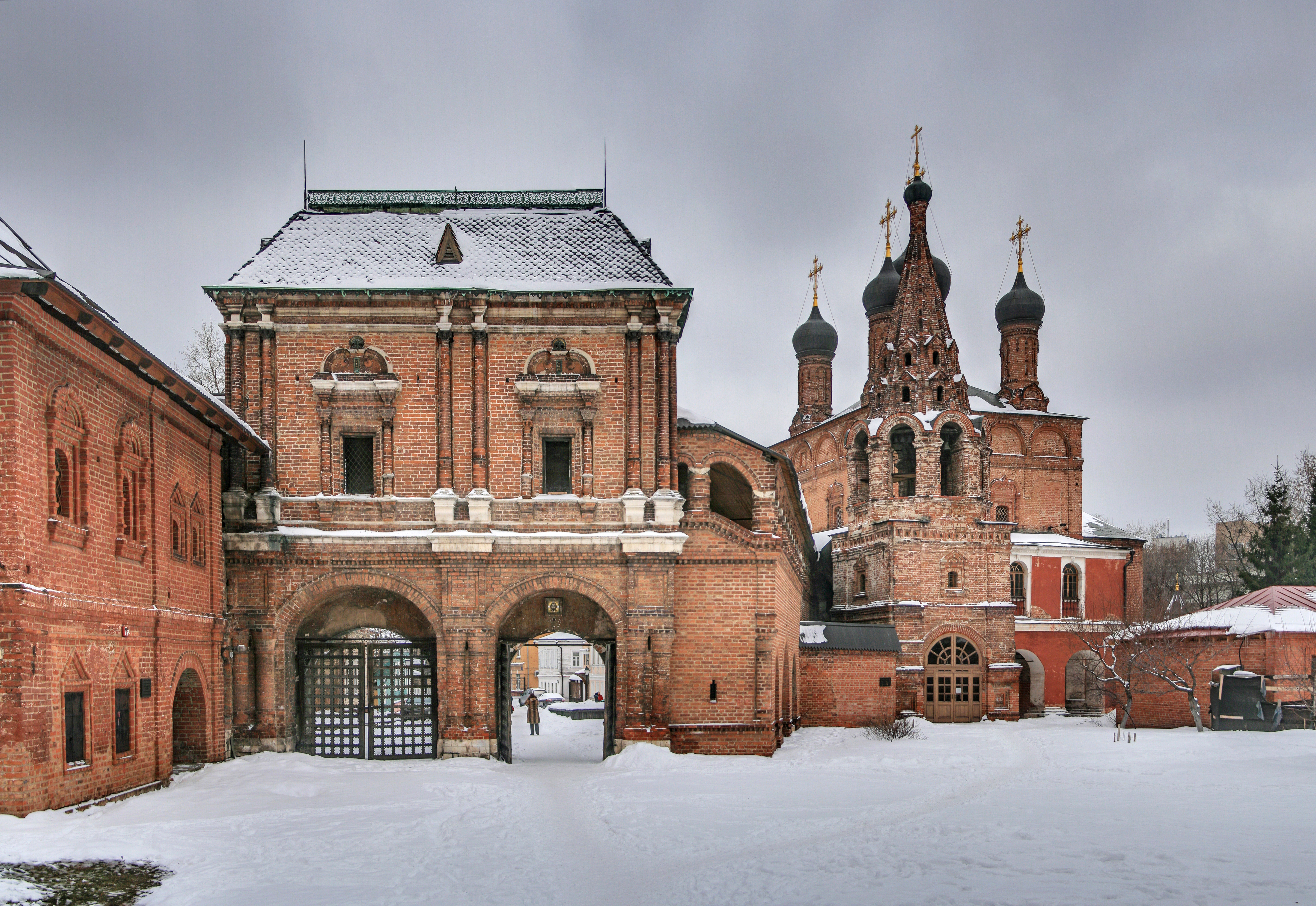
Vue du teremok du côté de la résidence en 2017
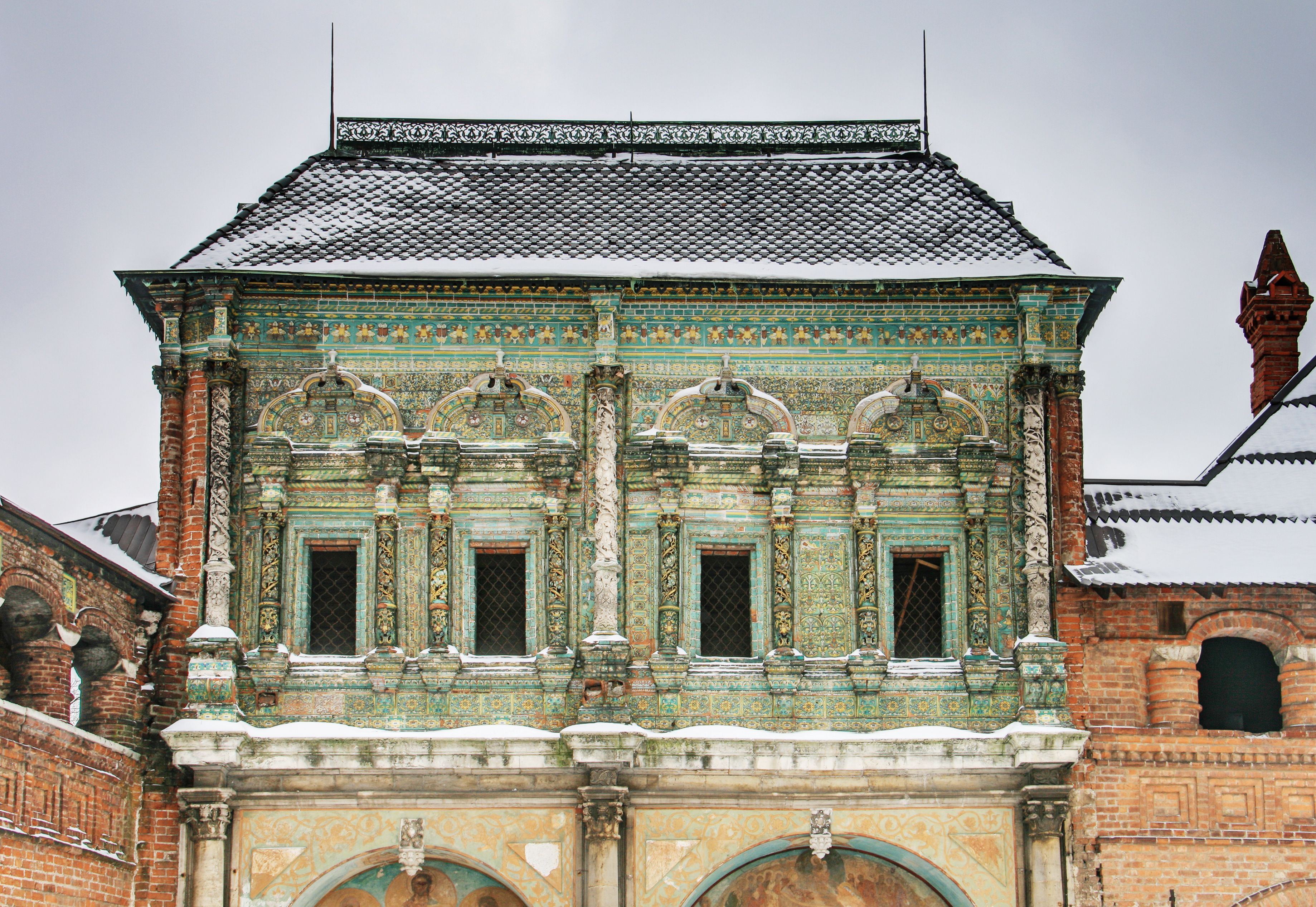
Décoration en majolique du premier étage, 2017
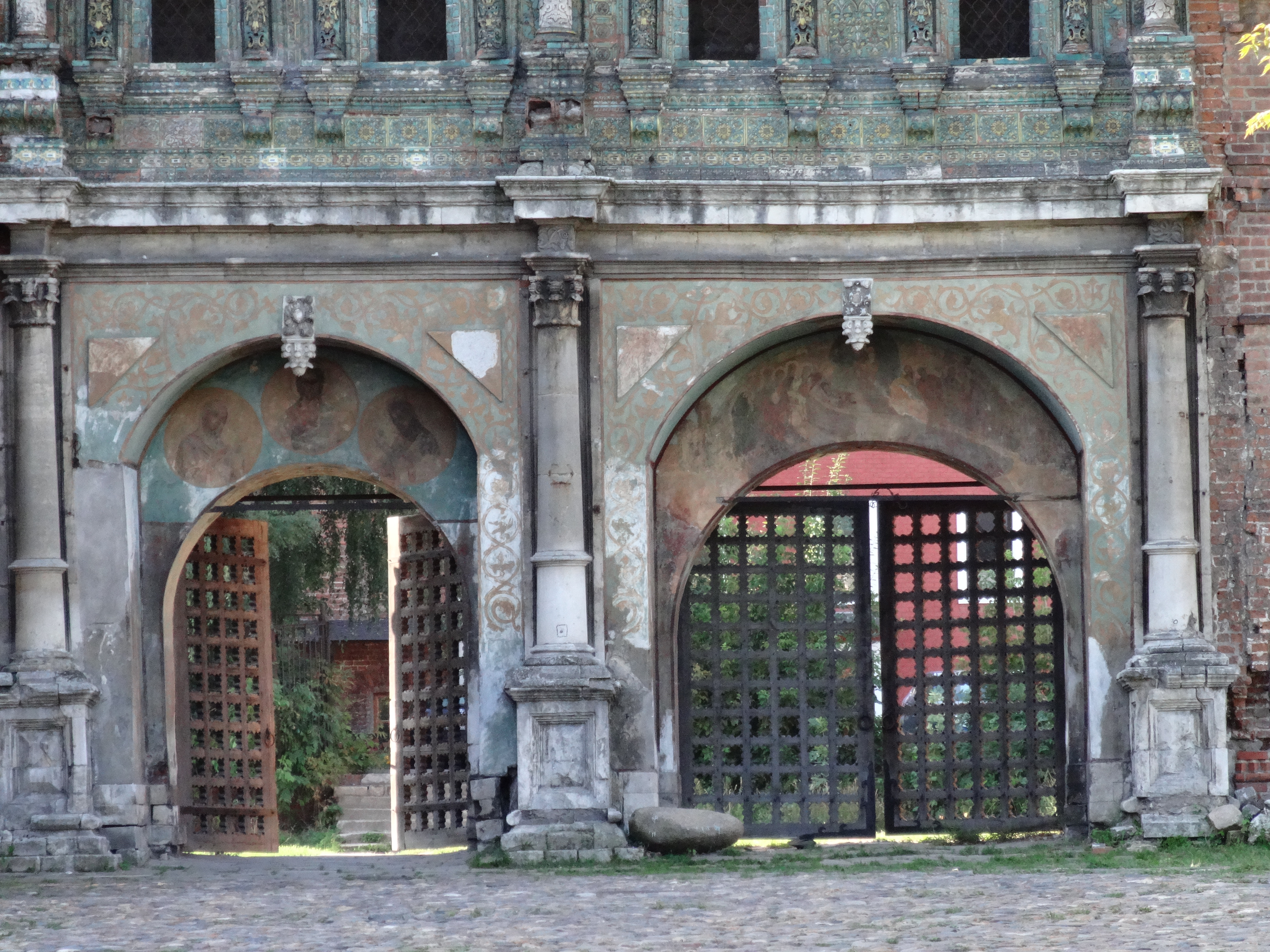
Fresques des portes saintes en 2014

## Situation actuelle
Depuis 1991, la résidence du Patriarche de Moscou et de toute la Russie est implantée dans le complexe. Depuis 2001, le département synodal pour la jeunesse siège dans les lieux également. Peu à peu l'ensemble revient à ses fonctions religieuses primitives. En 2004, la cathédrale de la Dormition de Kroutitsi, le teremok de la résidence et ses portes saintes ont été transférés à l'Église orthodoxe russe . L'été 2017, des travaux de restauration ont repris sur le teremok et la clôture de la résidence adjacente .

## Architecture
Le teremok en brique s'élève au-dessus des Saintes portes en pierres calcaires. Sa façade nord est abondamment décorée de majolique, de faïence, tandis que la façade intérieure n'est pas décorées ,,. La décoration des consoles, des frontons de fenêtres et des corniches donne au bâtiment son style bien particulier. Ces éléments créent une division originale des surfaces de la façade et donnent à l'ensemble des portes et du teremok un aspect à la fois massif et harmonieux ,.
Le teremok est incrusté de carreaux en faïence polychrome (jaune, verte) mais à dominante bleu turquoise. Ce choix décoratif rend l'édifice somptueux en le soulignant par des éléments architecturaux tels que des colonnes corinthiennes sculptées de feuilles de vigne, de motifs végétaux, des corniches et consoles ouvragées recouvertes de céramiques chatoyantes. Les motifs décoratifs reproduisent avec succès la sculpture sur bois. Ils étaient aussi en harmonie avec le jardin luxuriant qui entouraient les bâtiments à la fin du XVIIe siècle . Le savoir-faire des artisans a magnifié l'effet décoratif de l'ensemble. La décoration présente des sujets inhabituels dans l'architecture de l'époque en Russie, comme des masques d'animaux, qui rappellent plutôt l'architecture de la Rus' ancienne.